# Xanthorrhoea quadrangulata
Xanthorrhoea quadrangulata là một loài thực vật có hoa trong họ Thích diệp thụ. Loài này được F.Muell. miêu tả khoa học đầu tiên năm 1864.